# Max Brendon Costa Pinheiro
Max Brendon Costa Pinheiro, mais conhecido como Max Brendon ou simplesmente Max (São Luís, 10 de julho de 1983), é um futebolista brasileiro que joga como atacante. Atualmente, Sem clube.

## Carreira

### Início tardio
Marcada por um início tardio, sem passagens por categorias de base, a trajetória de Max no futebol profissional começou em 2004, quando, perto de completar 21 anos, ele chegou ao Tocantinópolis.
O primeiro grande momento de sua carreira ocorreu em 2006. Contratado pelo América de Natal, o atacante foi decisivo na campanha da equipe na Série B do Campeonato Brasileiro, com a qual o clube retornou à elite do futebol brasileiro. Um de seus gols decisivos na reta final da competição foi o segundo no empate por 2–2 no último jogo, contra o Atlético Mineiro, que confirmou o acesso do América à Série A.

### Passagem pelo Palmeiras
O destaque no clube potiguar o levou ao Palmeiras em 2007. Pelo clube, onde ficou entre 2007 e 2008, retornando em 2010 para uma breve passagem após ser emprestado ao América de Natal, ele disputou 13 partidas e marcou apenas um gol.
| “ | O Palmeiras teve paciência comigo. Eu tive alguns jogos bons pelo Palmeiras; infelizmente, a bola não entrava (...) Faltou uma pessoa para me ajudar neste aspecto de ter paciência, esperar a minha hora. | ” |

### Títulos e artilharia no América de Natal
Em 2011, em nova passagem pelo América, que estava então na Série C do Brasileirão, o atacante ajudou a equipe a subir para a Série B. No jogo que valia a classificação, no dia 20 de novembro de 2011, contra o Paysandu, ele marcou o gol que assegurou o acesso.
Na temporada seguinte, começou sua passagem mais longa pelo América, que se estendeu até 2015. Nesse período, ele alcançou, entre outros feitos, os títulos de campeão potiguar de 2014 - marcando os dois gols da vitória no primeiro jogos das finais, contra o Globo - e 2015 - também com gol marcado na primeira partida decisiva, contra o ABC - e a artilharia da Copa do Nordeste de 2015, com seis gols. Nesse ano, ele ficou entre os dez principais goleadores do futebol brasileiro, com 21 gols.
Max já está entre os principais artilheiros da história do América de Natal. Somados os dez gols que marcou na temporada de 2019, ele tem agora 78. O ex-atacante Helinho é o principal goleador da história do clube, com 85.

### Doping e suspensão
Um dos momentos mais delicados da trajetória do atacante foi seu afastamento do futebol por uso de cocaína. Flagrado no teste antidoping em 2012, ele admitiu o uso da substância em uma festa, em um momento em que estava desempregado. A Justiça Desportiva suspendeu o jogador por dois anos.
Durante o afastamento, o atleta chegou a atuar no futebol amador para manter a forma. Em 2013, com sua pena reduzida, Max renovou seu contrato com o América e voltou a jogar profissionalmente. O jogo do retorno, válido pela Série B do Brasileiro, foi contra o Paraná, no dia 8 de outubro - e o atacante marcou um dos gols da vitória por 4–1.

### No Inter de Lages, artilheiro da década
Após passagens por Guarani e Sampaio Corrêa, ambas em 2016, o atacante transferiu-se para a Cabofriense para a disputa do Carioca. Até o momento em que a equipe foi eliminada do estadual, ele era o artilheiro da competição, com oito gols em oito partidas.
Em março, o atleta acertou sua ida para o Inter de Lages para disputar o Campeonato Catarinense. Depois de defender o Tombense na Série C de 2017, Max retornou ao Inter para disputar a Copa Santa Catarina. Max voltou a defender o Inter de Lages no Catarinense de 2018. Nas duas temporadas pelo clube, ele disputou 29 partidas e marcou 14 gols, marca que o transformou no principal artilheiro do Colorado Lageano na década.
Em abril de 2018, acertou com o Globo Futebol Clube para a sequência do Campeonato Brasileiro da Série C.

## Títulos
Palmeiras
- Campeonato Paulista: 2008

América-RN
- Copa RN: 2013, 2019
- Copa Cidade de Natal: 2014, 2015
- Campeonato Potiguar: 2014, 2015, 2019

### Prêmios Individuais
- Seleção do Campeonato Potiguar: 2015

### Artilharias
- Copa do Nordeste: 2015 (6 gols)

## Ligações Externas
- «Max». em Soccerway